# Theo Evan
 (mai 2025).
Motif : Deux sources très faibles datées du même jour. Ou est la notoriété pérenne ?
- Archive Wikiwix
- Bing
- Cairn
- DuckDuckGo
- E. Universalis
- Gallica
- Google
- G. Books
- G. News
- G. Scholar
- Persée
- Qwant
- (zh) Baidu
- (ru) Yandex
- (wd) trouver des œuvres sur Wikidata

| 1. | Préciser le motif de la pose du bandeau. | Précisez le motif de la pose du bandeau en utilisant la syntaxe suivante : {{admissibilité à vérifier\|date=juin 2025\|motif=remplacez ce texte par le motif}}                 |
| 2. | Informer les utilisateurs concernés.     | Pensez à avertir le créateur de l'article, par exemple, en insérant le code ci-dessous sur sa page de discussion : {{subst:avertissement admissibilité à vérifier\|Theo Evan}} |

Evángelos Theodórou (grec moderne : Ευάγγελος Θεοδώρου), connu sous son nom de scène Theo Evan, est un auteur compositeur, danseur et acteur chypriote.
En 2025, il représente Chypre au Concours Eurovision de la chanson qui se déroule à Bâle, en Suisse.

## Carrière
Né à Nicosie d'une famille chypriote grecque, il passe son enfance dans des sessions de danse et à chanter à la chorale de son école. Il chante et danse depuis ses sept ans et commence à écrire des chansons dans son adolescence. Jeune, Théo participe à une large variété de productions théâtrales et de concours de talents à travers Chypre, remportant souvent des prix et distinctions pour ses efforts,. 
Après avoir été diplômé de l'école anglaise de Nicosie, Evan déménage aux États-Unis afin d'étudier au Berklee College of Music à Boston, dans le Massachusetts. Il sort son premier single The Wall en 2021. Le chanteur fait aussi une apparition en tant qu'extra dans le deuxième saison de la série télévisé américaine Euphoria,.
Theo Evan s'inspire de nombreux artistes tels que Stromae ou Michael Jackson,.

### Concours Eurovision de la chanson
Le 2 septembre 2024, il est annoncé comme étant le 41e représentant chypriote au Concours Eurovision de la chanson 2025, à Bâle, en Suisse,. Il est le premier chypriote de naissance à représenter l'île au Concours depuis 2017. Sa chanson, intitulée Shh, est dévoilée le 11 mars 2025.
Participant à la première demi-finale du 13 mai 2025, Theo Evan ne reçoit pas assez de votes du public pour se qualifier à la grande finale.

## Discographie

### Singles
- 2021 − The Wall
- 2022 − So Cold
- 2022 − Burn Us Down
- 2023 − Save Me From Myself
- 2023 − Dark Side
- 2024 − The Cost Of Losing You
- 2024 − Fading Dreams